# Уряд Хорватії
Уряд Республіки Хорватія (хорв. Vlada Republike Hrvatske) — вищий орган виконавчої влади Хорватії. У Хорватії зазвичай вживаються коротші назви Хорватський уряд (хорв. Hrvatska Vlada) або просто Уряд (хорв. Vlada).

## Діяльність
Уряд Республіки Хорватії здійснює виконавчу владу відповідно до Конституції та законів Хорватії; його внутрішня організація, робочі процедури та порядок прийняття рішень визначаються Законом про Уряд Республіки Хорватії та Регламентом Уряду. Уряд ухвалює постанови, приймає законодавчі акти, виносить на розгляд державний бюджет і забезпечує дотримання законів та інших нормативних актів, ухвалених хорватським Сабором. У рамках своїх повноважень Уряд також приймає постанови, адміністративні акти і розпорядження про призначення і звільнення призначених посадових осіб та державних службовців. Уряд приймає ухвали в разі конфлікту юрисдикцій між державними установами, дає відповіді на запити депутатів, підготовляє проекти законів та інших нормативних актів, дає висновки щодо законів та інших регуляторних актів і ухвалює стратегію економічного і соціального розвитку.
Уряд складається з прем'єр-міністра, одного або декількох віце-прем'єрів та міністрів.
На чолі Уряду стоїть Голова Уряду (хорв. Predsjednik Vlade), який також називається прем'єр-міністром (хорв. Premijer). Прем'єр-міністр призначається Президентом Республіки з числа тих, хто має підтримку більшості хорватського парламенту, та затверджується парламентом. Міністри призначаються прем'єр-міністром і затверджуються парламентом.
Уряд підзвітний хорватському парламенту. Прем'єр-міністр та члени Уряду несуть солідарну відповідальність за рішення, прийняті урядом та індивідуальну відповідальність за свої міністерські посади.
Відповідно до рішення хорватського Сабору, в якому висловлюється довіра до Уряду Республіки Хорватії, Президент Республіки видає указ про призначення прем'єр-міністра, який надходить на підпис Голові хорватського Сабору; накази про призначення членів уряду видає прем'єр-міністр і підписує Голова хорватського Сабору.
Строк повноважень членів уряду починається з дати призначення і припиняється з дати звільнення.

## Нинішній уряд
Чинний нині уряд — 15-й в історії сучасної незалежної Хорватії. Він розпочав роботу 23 липня 2020 року.

## Будівля уряду

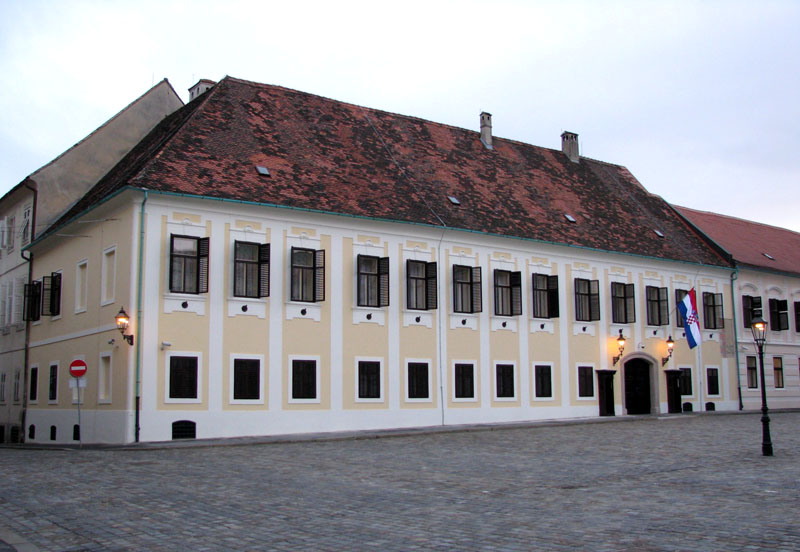
Банські Двори, будівля Уряду Республіки Хорватії

Уряд засідає в Загребі, у Банських дворах, на майдані Святого Марка, а урядові установи розміщено в декількох місцях міста.

## Історія

### 11-й уряд Республіки Хорватія
Уряд очолювала Ядранка Косор. Діяв із 6 липня 2009 до 23 грудня 2011.

### 13-й уряд Республіки Хорватія
Уряд Тихомира Орешковича працював із 22 січня по 19 жовтня 2016 року. 16 червня 2016 року йому було висловлено вотум недовіри з боку депутатів парламенту країни.
Це був перший хорватський уряд, очолений безпартійним прем'єр-міністром і який мав найбільшу кількість безпартійних міністрів (6 осіб). Решта членів уряду походили з двох партій тодішньої урядової коаліції: Хорватського демократичного союзу і Мосту незалежних списків.

### 14-й уряд Республіки Хорватія
Розпочав роботу 19 жовтня 2016 року. Склав повноваження 23 липня 2020 року.